# Euphrasia revoluta
Euphrasia revoluta är en snyltrotsväxtart som beskrevs av Joseph Dalton Hooker. Euphrasia revoluta ingår i släktet ögontröster, och familjen snyltrotsväxter. Inga underarter finns listade i Catalogue of Life.